# Clarendon House

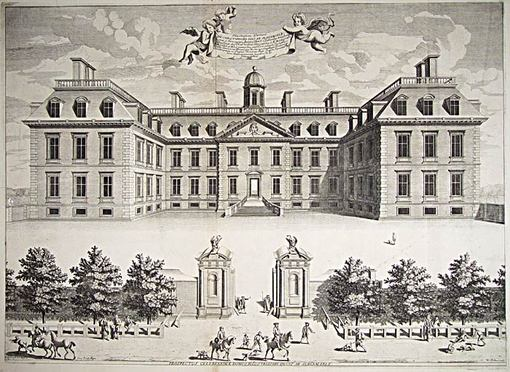
Desenho com a vista geral de Clarendon House.

Clarendon House foi um palácio urbano de Londres, com uma vida efémera. Ergueu-se em Piccadilly entre as décadas de 1660 e 1680. Foi construído para o poderoso político Edward Hyde, 1º Conde de Clarendon, sendo, na sua época, a maior residência privada da cidade.

## História

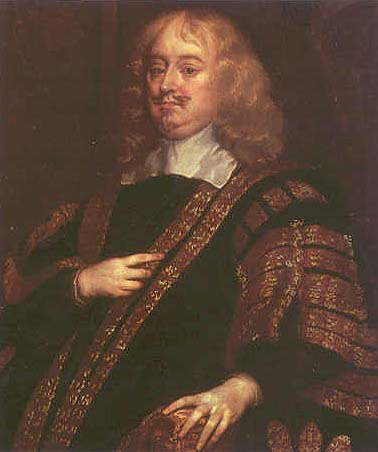
Edward Hyde, 1º Conde de Clarendon, o primeiro proprietário de Clarendon House.

Depois da restauração da monarquia inglesa, em 1660, começaram a nascer novas casas no West End para acomodar os cortesãos de Carlos II. Na época, Piccadilly era pouco mais que uma viela rural, mas as terras localizadas a norte começavam a ser utilizadas para a construção; nas décadas seguintes, toda esta área iria assistir a um grande desenvolvimento, tornando-se no distrito residencial preferido da aristocracia, Mayfair. Mais ou menos ao mesmo tempo foram erguidos outros dois célebres palácios londrinos próximo do Hyde; para nascente, Sir John Denham construiu o edifício que se tornaria, mais tarde, na Burlington House, e para poente, Lord Berkeley ergueu Berkeley House, mais tarde Devonshire House.
Lord Clarendon adquiriu, em 1664, o terreno de 8 acres (3,2 ha) para a sua casa por concessão Real. Clarendon House foi construída entre esse ano e 1667 segundo desenhos de Roger Pratt. Esta ficou bastante recuada da rua por trás de um pátio. A secção central tinha nove vãos e as duas alas laterais três vãos de largura cada uma. A casa foi construída com uma planta de dupla pilha, o que significa que tinha duas salas de profundidade, e possuia dois andares principais com uma altura sensivelmente igual. Estes tinham uma cave elevada por baixo e um alto ático com trapeiras por cima. O telhado era plano, possuia uma balaustrada e tinha uma cúpula no topo. O estilo era típico da moda inglesa da época, claramente influenciado pelos princípios clássicos, simétrico e com frontão, mas sem a presença de qualquer ordem clássica. Pouco se sabe sobre a disposição do interior para além do que pode ser  suposto a partir do exterior, de outras obras de Pratt e das convenções da época. Provavelmente tinha um grande vestíbulo central com escadaria, iluminado por cima, e uma série de aposentos de aparato. Tinha, também, um grande número de lareiras.

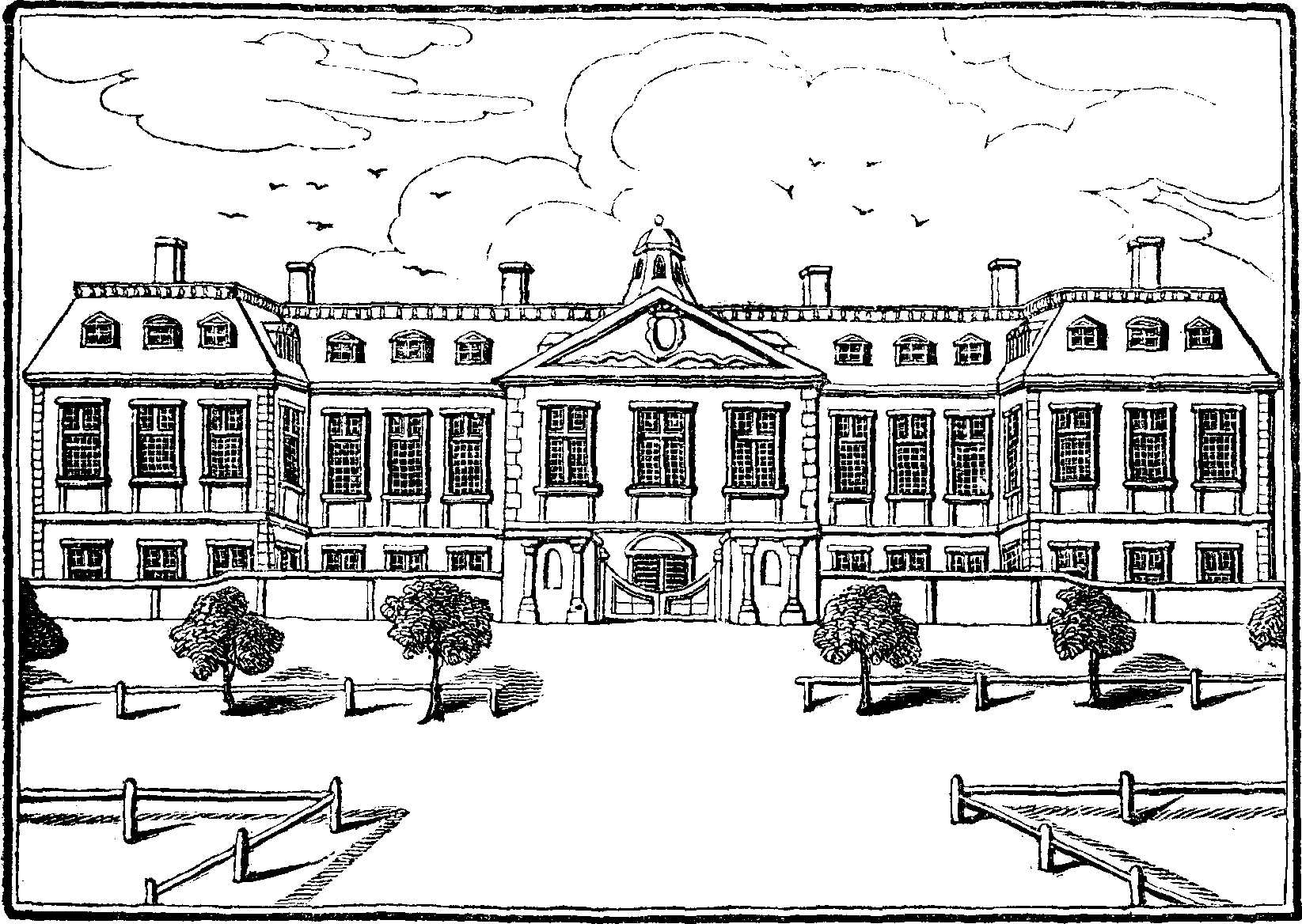
Fachada de Clarendon House.

Clarendon House foi elogiada tanto pelos críticos de arquitectura, tanto contemporâneos como posteriores. John Evelyn referiu-se a ela como "a melhor imaginada, a mais útil, graciosa e magnífica casa na Inglaterra". Trezentos anos depois, John Summerson escreveu: "Clarendon House estava entre as primeiras grandes casas clássicas construídas em Londres e facilmente a mais bem sucedida delas".
Este palácio pretendia ser um modelo de influência para futuras casas inglesas, mas o seu impacto foi muito mais sentido no desenho de palácios rurais que nas residências londrinas. Belton House, no Lincolnshire, a qual é citada, por vezes, como o exemplo perfeito de palácio rural inglês, baseou-se de perto em Clarendon House.
Em 1667, no mesmo ano em que o seu palácio ficou concluído, o 1º Conde de Clarendon caiu em desgraça. A sua imagem não foi favorecida pela grandeza da sua residência, a qual se pensa ter custado cerca de 40.000 libras. Entre as muitas alegações contra ele, foi acusado da apropriação indevida de pedras destinadas a reparação da Catedral de São Paulo, depois do Grande Incêndio de Londres (1666), para construir a sua casa. Nesse mesmo ano, no dia 14 de Junho de 1667, Samuel Pepys registou no seu diário: "(…) algumas pessoas rudes foram (…) até Lord Clarendon, onde cortaram árvores frente à sua casa e partiram as suas janelas".  Em resposta às acusações, o Rei abandonou o seu antigo favorito. Em 1667, Lord Clarendon fugiu para França, onde faleceu em 1674.
Em 1675, os seus herdeiros venderam Clarendon House a Christopher Monck, 2º Duque de Albemarle, por 26.000 libras, e em 1683 Albemarle voltou a vender o edifício a um consórcio de investidores liderado por Sir Thomas Bond, o qual demoliu o palácio e construíu no seu lugar a Dover Street, a Albemarle Street e a Bond Street. A Albemarle Street corre exactamente pelo centro do lugar ocupado pelo edifício, o qual estava directamente voltado para a St. James's Street.